# Ernesto Canto
Ernesto Canto (Mexico-Stad, 18 oktober 1959 – aldaar, 20 november 2020) was een Mexicaans snelwandelaar, die gespecialiseerd was op de 20 km. Hij nam driemaal deel aan de Olympische Spelen.
Op de wereldkampioenschappen atletiek 1993 in Helsinki won hij een gouden medaille. Met een tijd van 1:20.49 versloeg hij met slechts tien seconden de Tsjech Jozef Pribilinec. De Rus Yevgeniy Yevsyukov won brons met een tijd van 1:21.08.
Ernesto Canto vertegenwoordigde Mexico op de Olympische Spelen van 1984 in Los Angeles en veroverde hier de gouden medaille op het onderdeel 20 km snelwandelen. Met een tijd van 1:23.13 verbeterde hij het olympisch record en versloeg hij zijn landgenoot Raúl González (zilver; 1:23.20) en de Italiaan Maurizio Damilano (brons; 1:23.26). Vier jaar later werd hij gediskwalificeerd en op de Olympische Spelen van 1992 in Barcelona werd hij op 32-jarige leeftijd 29e in 1:33.51.

## Titels
- Olympisch kampioen 20 km snelwandelen - 1984
- Wereldkampioen 20 km snelwandelen - 1983
- Centraal-Amerikaans kampioen 20 km snelwandelen - 1985
- Centraal-Amerikaans en Caribisch juniorenkampioen 10.000 m snelwandelen - 1974, 1976

## Persoonlijke records
| Onderdeel             | Prestatie | Datum        | Plaats |
| --------------------- | --------- | ------------ | ------ |
| 20.000 m snelwandelen | 1:18.40,0 | 5 mei 1984   | Bergen |
| 20 km snelwandelen    | 1:19.37   | 5 april 1987 | Xalapa |

## Palmares

### 5000 m snelwandelen
- 1987:  WK indoor - 18.38,71

### 20.000 m snelwandelen
- 1990:  Goodwill Games - 1:23.13,12

### 20 km snelwandelen
- 1981:  Wereldbeker - 1:23.52
- 1982:  Centraal-Amerikaanse kampioenschappen - 1:29.22
- 1983:  Pan-Amerikaanse Spelen - 1:28.12
- 1983:  Wereldbeker - 1:19.41
- 1983:  WK - 1:20.49
- 1984:  OS - 1:23.13
- 1986:  Centraal-Amerikaanse kampioenschappen - 1:26.25
- 1988:  Ibero-Amerikaanse kampioenschappen - 1:24.29 A
- 1988: DSQ OS
- 1990:  Centraal-Amerikaanse kampioenschappen - 1:23.52
- 1990:  Pan-Amerikaanse beker - 1:21.46
- 1991:  Wereldbeker - 1:20.46
- 1992: 29e OS - 1:33.51

### 50 km snelwandelen
- 1984: 10e OS - 4:07.59

1956: Leonid Spirin ·
1960: Volodymyr Holoebnytsjy ·
1964: Ken Matthews ·
1968: Volodymyr Holoebnytsjy ·
1972: Peter Frenkel ·
1976: Daniel Bautista ·
1980: Maurizio Damilano ·
1984: Ernesto Canto ·
1988: Jozef Pribilinec ·
1992: Daniel Plaza ·
1996: Jefferson Pérez ·
2000: Robert Korzeniowski ·
2004: Ivano Brugnetti ·
2008: Valeri Bortsjin ·
2012: Chen Ding ·
2016: Wang Zhen ·
2020: Massimo Stano ·
2024: Brian Pintado
1983: Ernesto Canto · 
1987: Maurizio Damilano · 
1991: Maurizio Damilano · 
1993: Valentí Massana · 
1995: Michele Didoni · 
1997: Daniel García · 
1999: Ilja Markov · 
2001: Roman Rasskazov · 
2003: Jefferson Pérez · 
2005: Jefferson Pérez · 
2007: Jefferson Pérez ·
2009: Valeri Bortsjin ·
2011: Valeri Bortsjin ·
2013: Aleksandr Ivanov ·
2015: Miguel Ángel López ·
2017: Éider Arévalo ·
2019: Toshikazu Yamanishi ·
2022: Toshikazu Yamanishi ·
2023: Álvaro Martín